# بارني فاغان
بارني فاغان (بالإنجليزية: Barney Fagan)‏ هو عازف بيانو وكاتب أغاني وملحن أمريكي، ولد في 12 يناير 1850، وتوفي في 12 يناير 1937.

## وصلات خارجية
- بارني فاغان على موقع IMDb (الإنجليزية)
- بارني فاغان على موقع قاعدة بيانات برودواي على الإنترنت (الإنجليزية)
- بارني فاغان على موقع ديسكوغز (الإنجليزية)
- بارني فاغان على موقع قاعدة بيانات الفيلم (الإنجليزية)